# Canvas3
《Canvas3 ～白銀的肖像～》是FC01于2009年3月20日发行的18禁恋爱冒险游戏。PS2版《淡色的粉笔画》（由GN Software于2009年9月17日发售。2009年12月29日發售PC版的Fandisc《VALENTINE PINK》，2010年4月23日發售了《VALENTINE PINK完整版》。2010年4月22日發售PSP版《Canvas3 〜七色の奇跡〜》。
改編漫畫於秋田書店漫画雑誌《チャンピオンRED いちご》連載。

## 剧情简介
主人公山吹学是缭乱学院的二年级学生，也是美术部的部长。虽然他有志于成为画家，但是对于能否做到也没什么信心。父亲对他说，只要能在樱花展取得金赏，就可以继续追求自己的梦想，可是这个要求对他来说似乎太高了。

## 登场人物
山吹學
生日：7月14日。星座：巨蟹座。血型：A型。
男主角，二年级学生，美术部部长。
朝里利奈（声：夏野冰）
生日：6月15日。星座：雙子座。血型：AB型。
身高：157cm。三圍：82/54/81。
一年级学生，学校内的偶像，男女朋友都很多，但是似乎还没有关系特别亲密的男生。在两次人气投票中都是第2位。
長橋涼（声：奈良輪由宇）
生日：9月6日。星座：處女座。血型：O型。
身高：155cm。三圍：71/53/77。
二年级学生，主人公的青梅竹马，很擅长运动，但是对于需要动手的事情不是很在行，做饭也是完全不行。
木通遊佐（声：風音）
生日：4月26日。星座：金牛座。血型：B型。
身高：158cm。三圍：91/57/83。
三年级学生，前美术部部长，是个天才少女，已经决定要去海外留学。喜欢吃甜的东西，特别是巧克力香蕉牛奶。在两次人气投票中都名列榜首。
千種菜菜美（声：木村あやか／遠藤綾（PS2版本））
生日：2月6日。星座：水瓶座。血型：O型。
身高：164cm。三圍：88/59/87。
美术部的顾问老師，很冒失，经常把美术部的东西打坏。在游戏发售前后的2次人气投票中排名都是第五名。
山吹戀華（声：立花あや／南條愛乃（PS2版本））
生日：4月8日。星座：牡羊座。血型：AB型。
身高：148cm。三圍：73/55/76。
一年级学生，比主人公小一岁的妹妹，和主人公的关系极好，早上经常需要主人公把她叫醒，特技是站着睡觉。
束原觀那（声：無／中原麻衣）
生日：8月3日。星座：獅子座。血型：A型。
身高：171cm。三圍：94/57/87。
PS2版新增角色，繚亂學園3年級，擔任圖書委員。
束原東柊（声：無／下田麻美）
生日：12月28日。星座：射手座。血型：A型。
身高：158cm。三圍：74/53/80。
PSP版新增角色，繚亂學園1年級，觀那的妹妹。
堺悠太（声：後野勝彦）
二年級學生，學和涼的同班同學，美術部成員之一。

## 制作人员
- 原画：
- 编剧：
- 绘图：FC-G株式会社
- 制作：瑞原奈緒

## 主题歌
开头曲 
作词：riya，作，编曲：菊地创 歌：eufonius
结尾曲 
作词：riya，作，编曲：菊地创 歌：eufonius

## 漫畫
由宇佐美渉作畫的漫畫於秋田書店漫画雑誌《チャンピオンRED いちご》連載，單行本於2010年2月發售。